# Kulmbach járás
Kulmbach járás egy járás Bajorországban. Kulmbach járás Hof, Kronach, Lichtenfels és Bayreuth járásokkal határos. Lakosainak száma 73 055 fő (1987. május 25.).

## Népesség
A járás népessége az elmúlt években az alábbi módon változott:
| Lakosok száma | 30 897 | 23 396 | 13 445 | 39 613 | 78 489 | 73 055 | 72 898 | 72 541 | 71 993 | 72 012 |
|               | 1871   | 1885   | 1925   | 1950   | 1970   | 1987   | 2013   | 2014   | 2016   | 2017   |